# Voharies
Voharies település Franciaországban, Aisne megyében. Lakosainak száma 76 fő (2022. január 1.). Voharies Berlancourt, Lugny, Marfontaine, Rougeries, Saint-Gobert és Thiernu községekkel határos.

## Népesség
A település népessége az elmúlt években az alábbi módon változott:
| Lakosok száma | 149  | 98   | 78   | 73   | 70   | 72   | 73   | 74   | 75   | 76   |
|               | 1968 | 1982 | 1990 | 2006 | 2013 | 2015 | 2017 | 2019 | 2020 | 2022 |